# Ludwig Bussler
Ludwig Bussler (Berlín, 26 de novembre de 1838 - 18 de gener de 1900) fou un distingit director d'orquestra i musicòleg alemany.
Estudià amb Wieprecht, Hertzberg, Dehn i Grell. El 1865 fou nomenat professor de teoria musical de la Ganz Musikschule de Berlín, càrrec que abandonà més tard per a encarregar-se de la direcció de diverses orquestres, fins al 1877 en què tornà a encarregar-se de la seva càtedra. Dos anys més tard, se li n'encarrega una altra de semblant en el Sternschen Konservatorium de la mateixa capital.
Les obres didàctiques de Bussler són molt estimades per la seva claredat i esperit pràctic. Entre les més notables cal citar:
- Praktische Harmonielehre in Aufgaben (1875);
- Der strenge Satz (1877);
- Harmonische übungen im Klavier (1878);
- Kontrapunkt und Fuge in freien Tonsatz (1878);
- Musikalische Formenlehre (1878);
- Praktische musikalische Kompositionsehre (1878);
- I Lehre vom Tonstaz (1878);
- Il Freie Komposition (1879;
- Elementarmelodik (1879);
- Geschichte der Musik (1882);
- Partiturenstudium (1882);
- Lexikon der musikalischen Harmonien (1889);
- Musikalische Elementarlehre (1897).[1]